# Hypomma affine
Hypomma affine är en spindelart som beskrevs av Schenkel 1930. Hypomma affine ingår i släktet Hypomma och familjen täckvävarspindlar. Inga underarter finns listade i Catalogue of Life.